# Tim Rose (Musiker)
Tim Rose (* 23. September 1940 in Washington, D.C.; † 24. September 2002 in London) war ein amerikanischer Folk-Rock-Sänger. Als sein größter Hit gilt der Titel Morning Dew, obwohl er ihn streng genommen nicht geschrieben hat und mit ihm auch keine Platzierung in den Charts erreichen konnte.

## Biografie und Musiker-Karriere
Tim Rose wandte sich dem Musikgeschäft nach einer abgebrochenen Ausbildung zum Priester und seinem Militärdienst zu Beginn der 1960er Jahre zu. Seine erste Aufnahme machte er mit der Gruppe The Smoothies, zu der u. a. John Philipps (später bei The Mamas & the Papas) und Scott McKenzie gehörten, der 1967 mit San Francisco die Hymne der Flower-Power-Bewegung sang. Mit Michael Boran, der ebenfalls dieser Gruppe angehörte, bildete er für kurze Zeit das Duo „Michael and Timothy“.
Die erste professionelle Zusammenarbeit ergab sich mit Cass Elliot – die später auch als Mitglied von The Mamas & the Papas bekannt wurde, und James Hendricks in der Gruppe „The Big 3“, die 1963 und 1964 jeweils eine LP aufnahmen. Rose trennte sich von den beiden, als er erfuhr, dass sie ohne sein Wissen geheiratet hatten.

Tim Rose - Hey Joe

Mitte der 1960er Jahre begann die Karriere von Tim Rose als Solo-Musiker. 1966 veröffentlichte er seine erste LP Tim Rose. Seine Musik war eine Mischung von Blues, Folk und Rock. Zwei Tracks sind besonders zu erwähnen, zum einen seine Version von Hey Joe vom April 1966, die die kurze Zeit danach wesentlich erfolgreichere Interpretation durch Jimi Hendrix tempomäßig beeinflusste, zum andern der Titel Morning Dew, die apokalyptische Vision einer Erde nach einer atomaren Katastrophe.
Die nachfolgenden Alben von Tim Rose reichten, sowohl was die Bewertung durch die Kritik als auch was die Resonanz beim Publikum anging, nicht mehr an seinen Erstling heran. Seine 1977 fertig aufgenommene LP The Gambler wurde von seiner Plattenfirma zunächst gar nicht veröffentlicht (erst 1991). Rose, der in den 1970er Jahren einige Zeit in England zugebracht hatte, kehrte in die USA zurück und wandte sich weitgehend vom Musikgeschäft ab, jobbte in verschiedenen Branchen, ging eine Ehe ein, die kinderlos blieb und schließlich wieder geschieden wurde, und hatte lange Zeit massive Alkoholprobleme.
In den 90er Jahren bekam er sein Leben wieder in den Griff und es begann eine zweite Phase musikalischer Kreativität und teilweise auch öffentlicher Anerkennung. Seine ersten größeren Konzerte, u. a. in der Londoner Royal Albert Hall, gingen 1996 auf eine Initiative von Nick Cave zurück, 1997 erschien mit Haunted wieder ein neues Album. Seine letzten Lebensjahre brachte er vorwiegend in England und Norwegen zu, wo er u. a. 2001 beim Jazz- und Bluesfestival in Bergen auftrat und 2002 bei einem Album der Gruppe Headwaiter mitwirkte.
Tim Rose starb am 24. September 2002 unmittelbar nach seinem 62. Geburtstag in einem Londoner Krankenhaus an den Folgen einer Krebsoperation. Sein letztes Album Snowed In wurde 2003 erst postum veröffentlicht.

## Morning Dew
Oft wird Rose als alleiniger Autor dieses Titels gelistet, es ist jedoch nicht zu verkennen, dass er den um 1960 entstandenen Song Take Me For A Walk (In The Morning Dew) der kanadischen Folk-Sängerin Bonnie Dobson aufgegriffen und neu interpretiert hat. Seine wesentlicheren Veränderungen bestehen zum einen im musikalischen Arrangement – aus der nur von einer akustischen Gitarre begleiteten Ballade wurde ein Rock-Song – und zum anderen in einer leichten Veränderung des Textes. Dieser wandelte die offensichtliche Aussage des Originals hin zu einer gewissen Ambivalenz, als ob die bei ihm nur noch angedeutete Katastrophe sich auch auf der Beziehungsebene abgespielt haben könnte. Dobson äußerte in einem Interview die Ansicht, Rose hätte ihren Song nur gecovert, ohne einen wesentlichen eigenen Beitrag zu leisten. Dennoch scheint es gängige Lesart zu sein, beide als Autoren von Morning Dew zu betrachten. Nach der Veröffentlichung von Roses Version wurde eine bedeutende Anzahl weiterer Coverversionen eingespielt, unter anderem von Lulu, Grateful Dead, Blackfoot, Episode Six, der Jeff Beck Group (mit Gesang von Rod Stewart), Nazareth und Clannad; spätere Aufnahmen stammen von Long John Baldry, Einstürzende Neubauten und Robert Plant, auf dessen Album Dreamland der Titel in Tim Roses Todesjahr 2002 erschien.

## Diskografie
Gelistet werden nur Solo-Alben von Tim Rose.
- 1967: Tim Rose
- 1969: Through Rose Coloured Glasses
- 1970: Love – A Kind Of Hate Story
- 1974: Tim Rose
- 1975: The Musician
- 1976: Unfinished Song
- 1977/1991: The Gambler
- 1997: Haunted
- 2002: American Son
- 2003: Snowed In